# Lantau

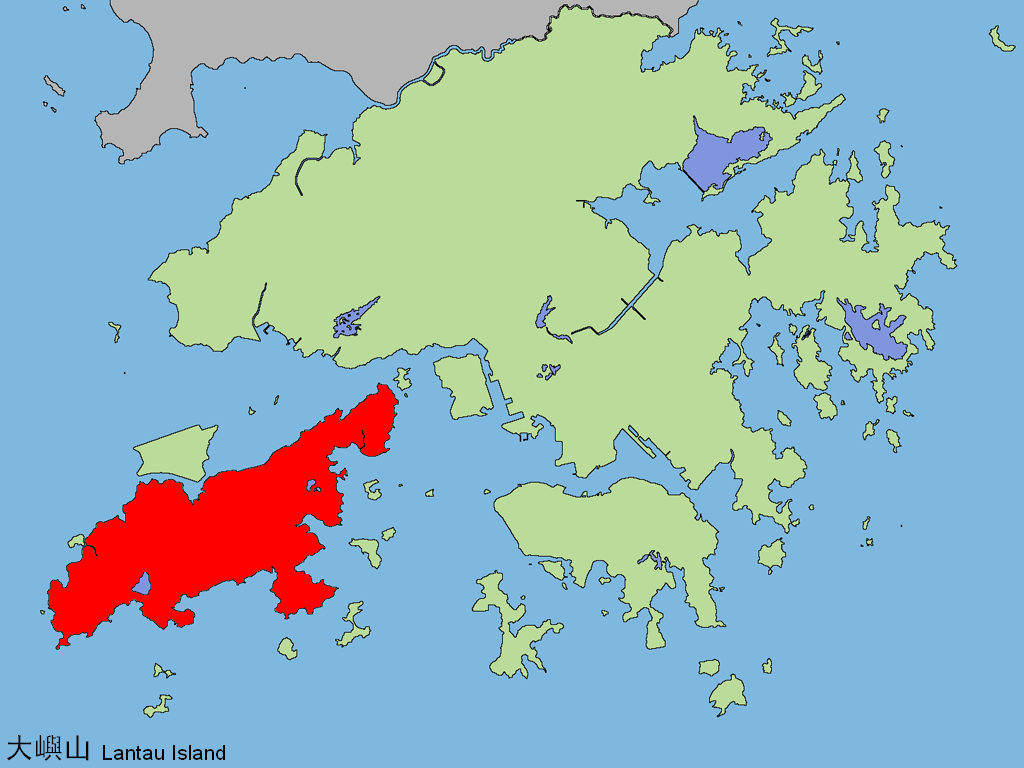
Localização de Lantau em Hong Kong

Lantau, também escrita Lantao (em chinês simplificado:大屿山 e em chinês tradicional:大嶼山) é a maior ilha de Hong Kong. Localiza-se no delta do rio das Pérolas. Tem uma área de 146,38 km².
Originalmente era habitada por pescadores, mas nos últimos anos tem sido transformada com o desenvolvimento de grandes projectos de infraestruturas, incluindo o Aeroporto Internacional de Hong Kong e a Disneyland de Hong Kong. A ilha é muito procurada turisticamente pelas suas praias e pela quantidade de mosteiros visitáveis.